# بنویت مینیسینی
بنویت مینیسینی (به انگلیسی: Benoît Minisini) یک برنامه‌نویس رایانه اهل فرانسه است که بیشتر به خاطر نوشتن محیط توسعه گرافیکی گامباس شناخته می‌شود. او برنامه‌نویسی را از دوازده سالگی شروع کرد و به نوشتن زبان‌های برنامه‌نویسی، کامپایلرها، اسمبلرها و مفسرها علاقه‌مند شد. این علاقه‌مندی و همینطور احترامی که او برای زبان بیسیک قائل بود، باعث شد تا او گامباس را طراحی کند که با الهام گیری از ویژوال بیسیک نوشته شده است. بنویت گفته است که او در نظر داشت که گامباس بهترین قابلیت‌های ویژوال بیسیک را بدون باگ‌ها و معایب بی‌شمارش که او در برنامه و زبان ویژوال بیسیک دیده بود، داشته باشد.